# Премысл
Премы́сло файле — мужское имя славянского происхождения. Распространено в Польше, Чехии и Словакии.

В Средние Века это имя носили чешские правители, а в XIII веке, также князья династии Пястов, в частности Пшемысл II, который провозгласил себя польским королём. Ныне имеет большую популярность в Польше.

## Значение
Имя означает «вперёд мыслящий». Составлено из элементов пре- («через» и много других значений) и -мысл («думать», «мыслить»). Другое значение «умный», «хитрый».

Именины: 13 апреля, 4 сентября, 29 ноября.

## Известные носители имени
- Пржемысл Пахарь (2-я половина VIII в.) — легендарный первый князь чехов
- Пржемысл Отакар I (между 1155 и 1170—1230) — князь Оломоуца (1179—1182), князь Чехии (1192—1193; 1197—1198), король Чехии (Богемии) (1198—1230) из династии Пржемысловичей
- Пржемысл Отакар II (1233—1278) — король Чехии (Богемии) (1253—1278) из династии Пржемысловичей
- Пржемысл (1209—1239) — маркграф Моравии (1228—1239) из династии Пржемысловичей
- Пржемысл I Опавский (1365—1433) — князь Ратиборско-опавский (1365—1377), князь Опавский (1377—1433) из династии Пржемысловичей
- Пржемысл II Опавский (между 1423 и 1425—1478) — князь Опавский (1433—1456) из династии Пржемысловичей
- Пржемысл III Опавский (ок. 1450—1493) — формальный князь Опавский (1452—1456) из династии Пржемысловичей
- Пшемысл(ав) I Великопольский (между 1220 и 1221—1257) — князь Великой Польши (1241—1247) из династии Пястов
- Пшемысл(ав) II (1257—1296) — князь Великой Польши (1290 — 1291), король Польши (1295—1296) из династии Пястов
- Пшемысл Иновроцлавский (1278— между 1338 и 1339) — князь иновроцлавский (1287—1314), добжинский и серадзский (1327—1339) из династии Пястов
- Пшемысл Глоговский (1300/1308—1331) — князь (с братьями) глоговско-жаганьский и великопольский.
- Пшемысл Сцинавский (1255/1265—1289) — князь жаганьский и сцинавский.